# ستيوارت ميلن
ستيوارت ميلن (بالإنجليزية: Stewart Milne)‏ هو شخصية أعمال بريطاني، ولد في 23 يوليو 1950 في أبردين في المملكة المتحدة.